# Реварі (округ)
Реварі (гінді रेवाडी़ ज़िला, англ. Rewari district) — округ індійського штату Хар'яна в межах Національного столичного регіону із центром у місті Реварі, найбільшому місті округу. Економіка орієнтовано перш за все на промисловість, тут розташовані заводи кількох великих компаній, особливо відомі підпріємства з обробки кольорових металів.